# Гасымлы-мечеть (Масаллинский район)
Мечеть Гасымлы (азерб. Qasımlı kənd məscidi) — мечеть в селе Гасымлы, Масаллинского района, Азербайджан.

## История
Медресе Гасымлы Ленкоранского уезда (ныне Масаллинского района) было построено Касымом Мирзой Тогрул оглы в 1756 году. Медресе называлось «Медресе Касыма». До этого жители деревни использовали мечеть села Шыхлар, а ещё ранее — мечеть села Гызылагач.
В 1918 году медресе было снесено до основания и на его месте воздвигнута мечеть. В советское время не действовала, вновь возвращена верующим в 1998 году.
Поколение деревни происходит от Тахмасиб шаха, сына шаха Исмаила, основателя Сефевидского государства..